# Campionati nordici di lotta 2012
I campionati nordici di lotta 2012 si sono svolti a Aarhus, in Danimarca, il 12 maggio 2012.

## Podi

### Lotta greco-romana
| Evento        | Oro                  | Argento            | Bronzo             |
| Fino a 55 kg  | Anders Rønningen     | Emil Sundberg      | Toufan Ahmadi      |
| Fino a 60 kg  | Jussi-Pekka Niemistö | Tobias Fonnesbek   | Ville Pasanen      |
| Fino a 66 kg  | Vahab Daneshvar      | Fredrik Bjerrehuus | Lari Hirvi         |
| Fino a 74 kg  | Veli-Karri Suominen  | Jussi Talvitie     | Christoffer Häger  |
| Fino a 84 kg  | Kristofer Johansson  | Jarno Aalander     | Sebastian Huovinen |
| Fino a 96 kg  | Mikael Nyberg        | Felix Baldauf      | Miltos Miltiadous  |
| Fino a 120 kg | Sebastian Lönnborn   | Oskari Riihioja    | Juuso Huovinen     |